# جيمس زد. وانغ
جيمس زد. وانغ (بالإنجليزية: James Z. Wang)‏ هو عالم حاسوب أمريكي، ولد في 1972.